# Hornmanakin
Hornmanakin (Ceratopipra cornuta) är en fågel i familjen manakiner inom ordningen tättingar.

## Utbredning och systematik
Fågeln förekommer i tepuier i södra Venezuela, västra Guyana och nordligaste Brasilien. Den behandlas som monotypisk, det vill säga att den inte delas in i några underarter.

## Status
IUCN kategoriserar arten som livskraftig.